# Alternatív szavazat plusz
Az alternatív szavazat plusz (AV+) vagy alternative vote + top up egy az Egyesült Királyságban bevezetésre javasolt félarányos, vegyes választási rendszer. Az AV+-t az 1998-as Jenkins-bizottság dolgozta ki, amely először javasolta a módszert az Egyesült Királyság parlamenti választásaihoz használható rendszerként. 
Ahogy a neve is sugallja, az AV+ egy kiegészítő mandátumokat használó (kompenzációs) amely két részből áll: az „AV” részből és a „plusz” részből. Az Egyesült Királyságban alternatív szavazásnak (alternative vote) nevezett azonnali többfordulós választási rendszerhez (IRV) hasonlóan a helyi jelölteket a választók rangsorolhatják preferencia szerint. A lényeges különbség az, hogy egy további mandátumcsoportot regionális pártlistákon választanának az arányosság felé közelítés érdekében; a javaslatokban ezek száma a teljes testület 15-20%-át tették ki. Pontosabban, minden választópolgár egy második szavazatot kapna (a vegyes arányos képviseleti rendszerhez hasonlóan), hogy pártonként több fős jelöltlistáról válasszon megyei vagy regionális szintű képviselőt.
| Kompenzációs vegyes választási rendszerek | Egyszavazatos vegyes rendszerek | Kétszavazatos vegyes rendszerek |
| ----------------------------------------- | --- | --- |
| Mandátum-kapcsolat alapú                  | MSV, avagy egyszavazatos vegyes rendszerek - egyszavazatos MMP | MMP, avagy vegyes arányos rendszer (a német rendszer) - AMS (az MMP félarányos verziójának neve az Egyesült Királyságban) AV+ ("alternatív szavazat plusz")                            |
| Szavazat-kapcsolat alapú                  | MSV, avagy egyszavazatos vegyes rendszerek (töredékszavazat-visszaszámláló rendszerek) - magyar önkormányzati vegyes választási rendszer (félarányos) DMP (kéttagú arányos képviseleti rendszer) | Hibridek (MSV+árokrendszer): - Pozitív szavazatátadás: a magyar (országgyűlési) rendszer - Negatív szavazatátvitel: az olasz rendszer (scorporo) MBTV (vegyes preferenciális szavazat) |

## Előnyök
- Viszonylag kismértákű módosításokat igényel a meglévő rendszeren (relatív többségi szavazás), és megmaradnának az egymandátumos választókerületek.
- Arányosabb eredményre vezetne, mint a relatív többségi rendszer vagy az azonnali többfordulós szavazás, de így is előnyösebb lenne a legnagyobb pártoknak, és lehetővé tenné az egypárti kormányzást kifejezetten nagy győzelmi években.
- Csökkentené a „megosztott szavazás” problémáit és a taktikai szavazás szükségességét.
- Valószínűbbek a koalíciós kormányok, amelyek több politikai mozgalom véleményét is képviselik.
- Csökkenti annak az esélyét, hogy biztos mandátumok miatt egyes képviselőknek élethosszig tartó helyük legyen.
- A képviselőknek a szavazatok 50%-át kell megszerezniük a választókerületi mandátum elnyeréséhez, ami elszámoltathatóbbá teszi őket, és keményebben dolgoznak a szélesebb körű fellebbezés elnyeréséért.
- Korlátozza a szélsőségesek esélyeit, hogy hatalomra kerüljenek a kisebbségi támogatással. Az AV+ megakadályozza, hogy helyi jelöltek a szavazatok abszolút többsége nélkül becsússzanak.

## Kritikák
A relatív többségi rendszer támogatóitól:
- A szavazók számára ez összetettebb, mint a relatív többségi szavazás
- Valószínűleg koalíciós kormányzáshoz vezet
- Kétféle képviselőhöz vezet, mivel a többség közvetlenül egy olyan választókerülethez kapcsolódna, de egy pár képviselő nagyobb területet képviselne, ami átfedésben áll az első csoporttal.
- Gyengíti a választók és képviselőik közötti pszichológiai kapcsolatot
- Lehet, hogy többe kerülne a szavazatok összeszámlálása

Az arányos rendszerek (pártlistás vagy STV) támogatóitól:
- Nem elég arányos
- Túl valószínű, hogy egypárti kormányhoz vezet
- Kétféle képviselőhöz vezet
- A választókerületek továbbra sem tudják majd tiszteletben tartani a "természetes határokat" (bár a feltöltő régiók igen)
- Nem fogja megszüntetni a biztos mandátumokat
- A feltöltés módja túl bonyolult, egy egyszerű IRV/STV rendszer jobb lenne, vagy egy sima AMS.

## Lásd még
- Vegyes arányos képviselet (MMP)

## Fordítás
Ez a szócikk részben vagy egészben  az   Alternative vote plus című angol Wikipédia-szócikk fordításán alapul.  Az eredeti cikk szerkesztőit annak laptörténete sorolja fel. Ez a jelzés csupán a megfogalmazás eredetét és a szerzői jogokat jelzi, nem szolgál a cikkben szereplő információk forrásmegjelöléseként.